# Harold Alexander
El Mariscal de Camp Harold Rupert Leofric George Alexander, 1r Comte Alexander de Tunísia, 1r Vescomte Alexander de Tunísia, 1r Baró Rideau, PC (Can) PC (UK) KG OM GCB GCMG CSI DSO MC LM DSM (10 de desembre de 1891 – 16 de juny de 1969) va ser un comandant militar britànic i Mariscal de Camp, servint notablement durant la Segona Guerra Mundial com a comandant del 15è Grup d'Exèrcits. Posteriorment va servir com el darrer Governador General del Canadà britànic.

## Rerefons i família
Tercer fill del 4t Comte de Caledon, va néixer a Londres i es va educar a Harrow School i a la Reial Acadèmia Militar de Sandhurst. Alexander va ser l'11è batejador al famós Partit Fowler entre Eton i Harrow el 1910.
El 1931 es casà amb Lady Margaret Diana Bingham. La paella tingué dos fills i dues filles (una d'elles adoptada).

### Inicis
Va rebre el despatx d'oficial als Guàrdies Irlandesos el 1911. Durant la Primera Guerra Mundial el seu batalló formà part de la Força Expedicionària Britànica (BEF) original, en la qual era un jove tinent, comandant d'escamot de 22 anys.
Alexander esdevingué el tinent coronel més jove de l'Exèrcit britànic durant la guerra, i quan la Gran Guerra finalitzà es trobava temporalment comandant una brigada. Va servir al Front Occidental, i va resultar ferit en dues ocasions en 4 anys de combats. Va rebre la Creu Militar el 1915, l'Orde del Servei Distingit el 1916 i la Legió d'Honor. El 1918 era brigadier. Rudyard Kipling, que va escriure una història dels Irish Guards (a on lluità i morí el seu fill), va anotar que: és innegable que aquest coronel Alexander tenia el do de moure els homes a les línies a la qual ells van respondre fàcilment… els seus subordinats l'estimaven…"
El 1919-1920, Alexander lluità a la Guerra de la independència letona, comandant unitats lleials a la República de Letònia en el seu intent d'expulsar els bolxevics del país. Posteriorment serví a Turquia i Gibraltar abans de tornar a Anglaterra i assistir al Col·legi d'Estat Major de Camberley i a l'Imperial Defence College. El 1937 va ser promogut a major general.

### Segona Guerra Mundial
Alexander formà part de la Cos Expedicionari Britànic (BEF), com a comandant de la 1a Divisió d'Infanteria a França el 1939. Després de comandar amb èxit la retirada de la seva divisió a Duinkerke cap a la fi del maig de 1940, va ser nomenat per comandat el I Cos Britànic a les platges, després que Bernard Montgomery fos nomenat per comandar el II Cos. Deixà la platja a les primeres hores del 3 de juny, després de confirmar que totes les tropes britàniques havien estat rescatades.
Durant la resta de 1940 i 1941 tingué comandaments equivalents a un cos i a un exèrcit a Gran Bretanya, abans de ser enviat a Birmània, comandant el que posteriorment seria el 14è Exèrcit a l'inici de la campanya. L'agost de 1942, Winston Churchill el nomenà Comandant en Cap de l'Orient Mitjà, amb Bernard Montgomery com a Oficial General comandant el 8è Exèrcit al Nord d'Àfrica per reemplaçar al General Claude Auchinleck, que tenia ambdues posicions. Presidí la victòria a la Segona Batalla d'El Alamein. Després de la trobada entre el 8è Exèrcit i les forces anglo-americanes provinents de l'Operació Torxa a Tunísia al gener de 1943 esdevingué adjunt a Dwight Eisenhower, el Comandant Suprem Aliat a la Mediterrània.
Alexander era molt popular, tant entre els oficials britànics com entre els americans, i era la preferència d'Eisenhower per comandar les forces de terra al Dia-D, però el mariscal Alan Brooke pressionà perquè es quedés a Itàlia, considerant que no era apte pel nomenament. Alexander romangué a Itàlia com a comandant del 15è Grup d'Exèrcits, amb el 5è Exèrcit americà i el 8è Exèrcit britànic a les seves ordres.
Montgomery, que havia estat durant molt de temps amic i subordinat d'Alexander a Sicília i a Itàlia, va dir d'ell, "Alexander… no és un comandant fort… el màxim art de la guerra és molt lluny d'ell". Va aconsellar als seus col·legues americans, George Patton i Mark Clark que ignoressin qualsevol ordre que provingués d'Alexander si no estaven d'acord amb ella.
El 1943, el Primer Ministre Churchill proposà nomenar l'aristòcrata irlandès Cavaller de Sant Patrici. L'Oficina de la Commonwealth ho rebutjà, i llavors el va fer Vescomte dins de la noblesa del Regne Unit.
Les seves forces van capturar Roma al juny de 1944, aconseguint una de les fites estratègiques de la Campanya d'Itàlia. Tanmateix, les forces americanes del 5è Exèrcit a Anzio, a les ordres de Clark, van fracassar en l'obtenció del seu pla original que hagués atrapat les forces alemanyes que s'escapaven cap al nord. A la darreria del 1944, Alexander va ser promogut a Mariscal de Camp, amb antiguitat des del 4 de juny de 1944, data de la conquesta de Roma, sent una altra vegada superior de Montgomery, car si bé aquest havia estat promogut a Mariscal abans, ho va ser amb antiguitat d'1 de setembre de 1944, després de la Batalla de Normandia.
Alexander va rebre la rendició alemanya a Itàlia el 29 d'abril de 1945.

### Després de la guerra
Sir Harold Alexander va ser creat Vescomte Alexander de Tunisia, d'Errigal al comtat de Donegal el 1946 pel seu lideratge al Nord d'Àfrica i a Itàlia. Al desembre de 1946 va ser nomenat Cavaller de la Lligacama, i va ser creat Baró Rideau d'Ottawa i del Castell Derg al Comtat de Tyrone, i Comte Alexander de Tunisia el 1952.

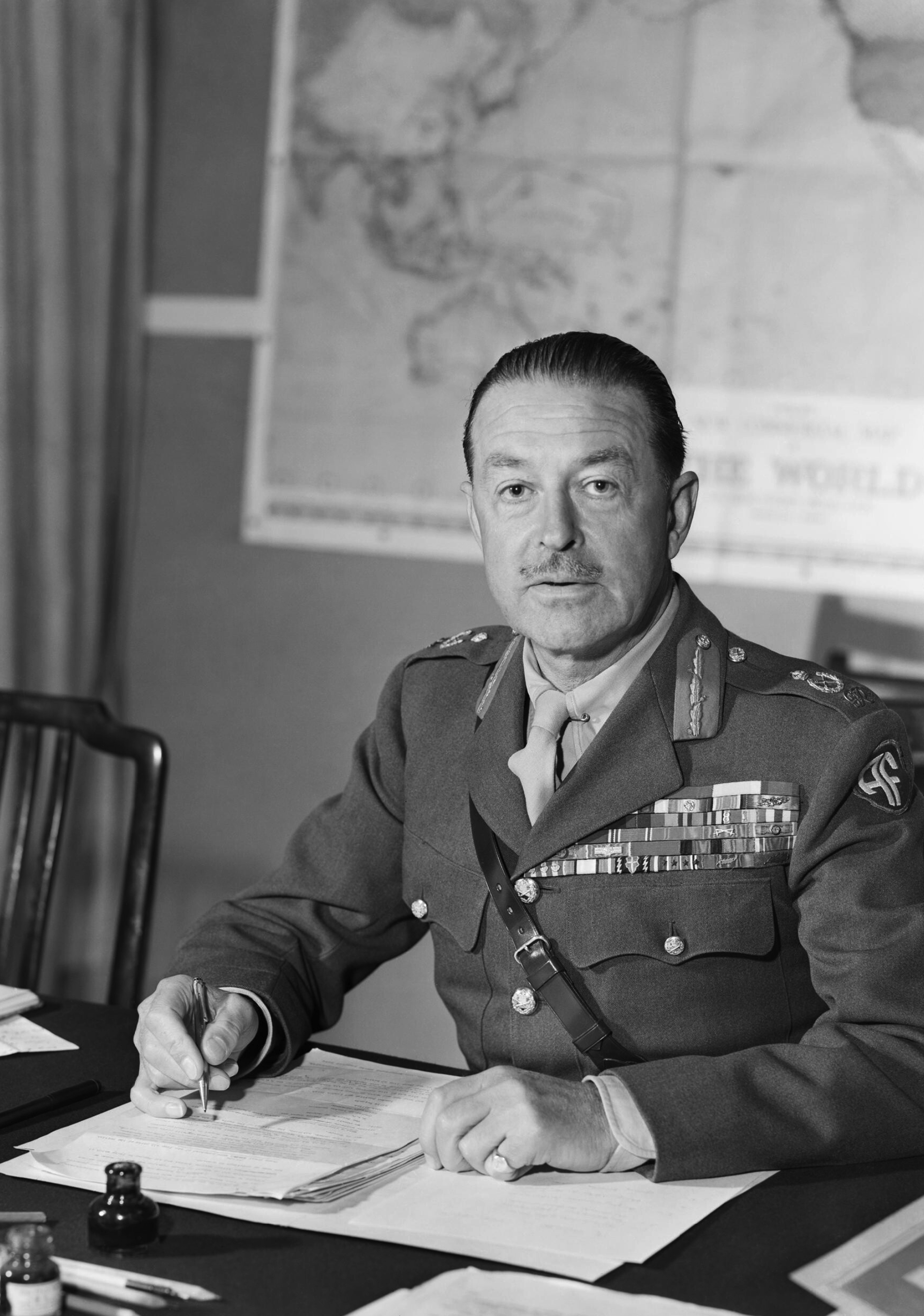
El general Alexander

## Governador General del Canadà
Alexander va ser nomenat Governador General del Canadà (1946-1952), i va resultar una elecció molt popular entre els canadencs. A més de la seva reputació militar, Alexander tenia un do carismàtic per fer amics i per comunicar-se amb la gent, i això el convertí en un Governador popular i d'èxit. Es va prendre seriosament els seus deures, fins i tot quan se li demanà fer el xut d'inici a la final de la Grey Cup de 1946, passà uns quants matins practicant.
Va veure el seu paper com un enllaç vital entre els canadencs i el seu cap d'estat, i procurà enviar aquest missatge allà on anà. Va viatjar per tot el país, fent més de 294.000 km durant els seus 5 anys com a Governador General.
Durant la seva primera visita al Canadà occidental, va ser obsequiat el 13 de juliol de 1945 amb un tótem, fet pel fuster Mungo Marti, dels Kwakiutl, per remarcar el seu nomenament com a Cap Honorífic dels Kwakiutl (sent el primer home blanc en rebre aquest honor). El tótem resta com una atracció popular devant del Rideau Hall. Durant una visita posterior, el 1950, va ser investit Cap Testa d'Àliga.
El termini d'Alexandre (els anys de postguerra) eren una era de canvi pel Canadà. L'economia de postguerra estava en expansió al Canadà, i començà una nova prosperitat. En Lletres de Patent del 1947, el Rei Jordi VI permeté al Governador General exercir gairebé tots els seus poders i autoritats relatius al Canadà en nom del Rei. El document segueix sent la font dels poders del Governador General actualment. El 1949, durant la Conferència de Primers Ministres de la Commonwealth, es decidí fer servir el terme membre de la Commonwealth en lloc del de Domini.
Aquell mateix any, Terranova ingressà a la Confederació Canadenca, i Alexander visità la nova província aquell mateix estiu. El 1950, Canadà es trobava novament en guerra, amb forces canadenques lluitant a Corea contra els comunistes nord-coreans i la República Popular de la Xina. Alexander visità les tropes per saludar-les personalment.
Durant el seu mandat rebé a diversos dignataris, incloent la Princesa Elizabet i el Duc d'Edimburg, que van anar al Canadà en viatge reial a l'octubre de 1951, menys de dos anys abans que la Princesa esdevingués la Reina Elisabet II, Reina del Canadà. Alexander també realitzà diverses visites d'estat, trobant-se amb el President Truman als Estats Units el 1947.
Alexander animà l'educació al Canadà. Diverses universitats canadenques li van atorgar distincions honorífiques, i va ser investit Doctor Honoris Causa en Dret per les universitats de Harvard i Princeton, dels Estats Units.

## Carrera final
A inicis de 1952, després que el seu termini s'hagués estès el doble, Lord Alexander abandonà el càrrec de Governador General, després que Winston Churchill, de nou Primer Ministre, li demanà que tornés a Londres per assumir el càrrec de Ministre de Defensa. Va ser substituït temporalment per un administrador (el Jutge Degà Thibaudeau Rinfret), abans del nomenament de Vincent Massey com a nou Governador General.
En aquells moments els tres serveis de les Forces Armades encara eren departaments separats, representats per un ministre diferent al Gabinet i amb el Ministre de Defensa com a coordinador; Churchill intentà sense èxit tenir d'altres departaments coordinats per comandants suprems. Lord Alexander serví com a Ministre fins al 1954, any que definitivament es retirà de la política.
Canadà romangué com la segona llar favorita pels Alexander, on tornaren sovint per visitar la família i als amics.
Lord Alexander de Tunísia va morir per una perforació a l'aorta el 16 de juny de 1969. El seu funeral se celebrà el 24 de juny de 1969 a la Capella de Sant Jordi del Castell de Windsor, i les seves restes estan enterrades al cementiri de l'església de Ridge, prop de Tyttenhanger, a la llar de la seva família a Hertfordshire. Lady Alexander va morir el 1977.

## Condecoracions
- Company de l'Orde de la Lligacama (3/12/1946)
- Orde del Mèrit (1/1/1959)
- Gran Creu de l'Orde del Bany (11/11/1942)
- Gran Creu de l'Orde de Sant Miquel i Sant Jordi (1946)
- Company de l'Orde de l'Estrella de l'Índia (7/2/1936)
- Orde del Servei Distingit (1916)
- Creu Militar (14/1/1916)
- 8 Mencions als Despatxos (4/1/1917, 27/12/1918, 8/7/1919, 3/2/1920, 7/2/1936, 8/5/1936, 20/12/1950, 28/10/1942)
- Estrella de 1914-15
- Medalla Britànica de la Guerra 1914-20
- Medalla de la Victòria de 1914-1918
- Medalla del Servei General a l'Exèrcit i la RAF
- Estrella de 1939-45
- Estrella d'Àfrica
- Estrella d'Itàlia
- Medalla de la Guerra 1939-1945
- Medalla del Jubileu de Plata del Rei Jordi V 1935
- Medalla de la Coronació del Rei Jordi VI 1937
- Medalla de la Coronació de la Reina Elisabet II 1953
- Medalla de les Forces Canadenques
- Legió d'Honor (França)
- Orde de Santa Anna de 2a classe amb espases
- Orde de Suvórov de 1a classe (29/2/1944)
- Gran Creu de l'Orde del Rei Jordi I (Grècia) (20/6/1944)
- Orde Virtuti Militari de 5a classe (7/12/1944)
- Medalla del Servei Distingit (Estats Units) (2/8/1945)
- Legió del Mèrit (Estats Units) (10/8/1943
- Consell Privat (1952)
- Consell Privat de la Reina per Canadà (1952)